# Marche pour l'égalité dans l'héritage

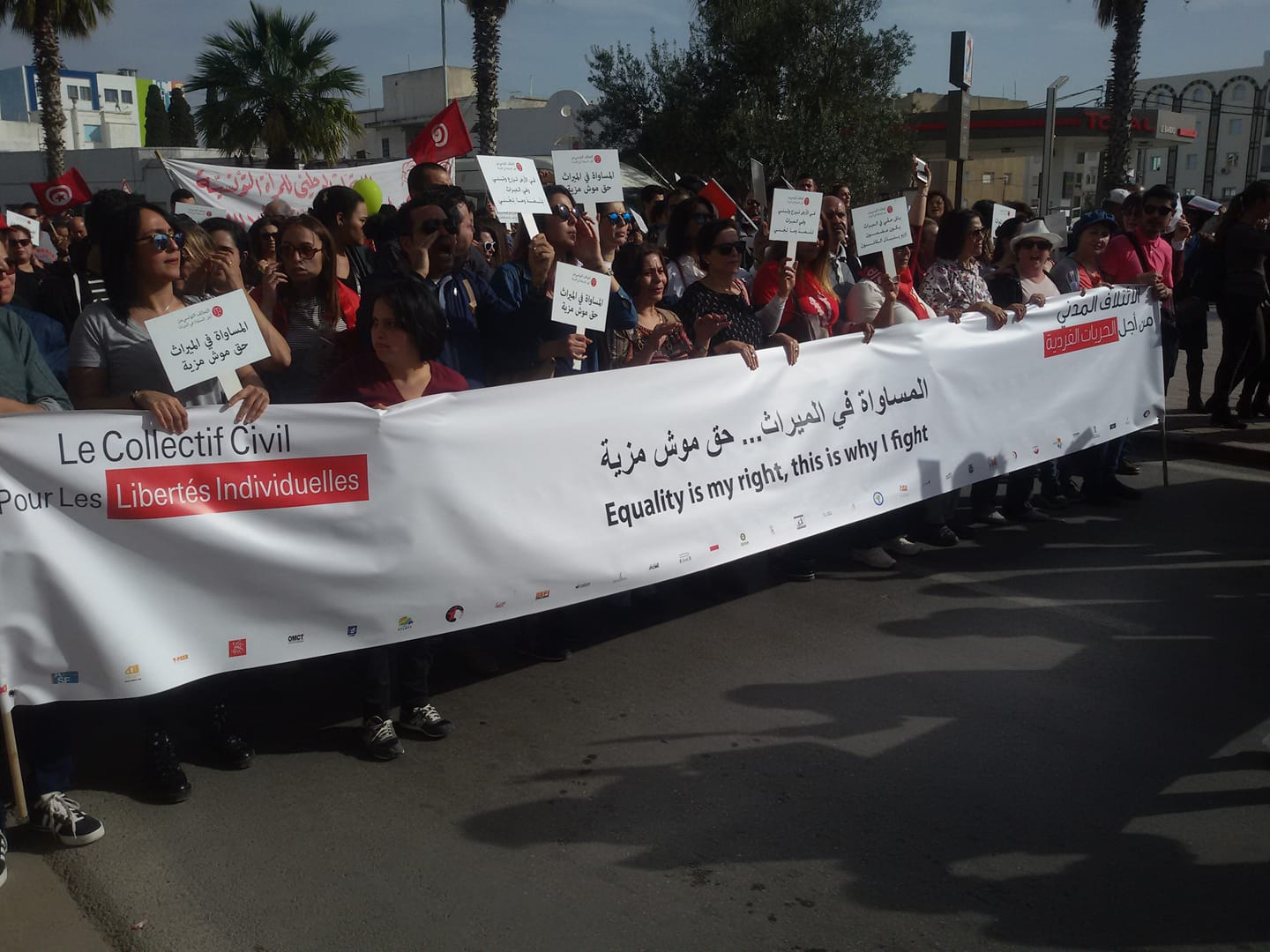
Marche pour l'égalité dans l'héritage. Tunis, le 10 mars 2018.

La marche pour l'égalité dans l'héritage est une manifestation organisée à Tunis le 10 mars 2018 à l'appel de la Coalition égalité héritage, un collectif rassemblant 81 associations réclamant l'égalité entre les hommes et les femmes en matière successorale,,.
Ce mouvement s'inscrit, selon les organisateurs, dans la suite de l'approbation par l'Assemblée des représentants du peuple, le 11 août 2017, de la loi organique portant sur la lutte contre toutes les formes de violences faites aux femmes.
Cette marche s'insère dans la continuité de révendications faites par la société civile tunisienne, à l'instar des associations féministes, afin de défendre l'égalité en matière successorale qui reste encore en droit tunisien soumise à la règle du droit musulman attribuant à une femme la moitié de la part d'un homme. Ces revendications remontent à 1999, avec une pétition réclamant la suppression de l'inégalité successorale diffusée par l'Association tunisienne des femmes démocrates.
Après la révolution tunisienne, une proposition de loi pour permettre aux femmes d'avoir les mêmes droits que les hommes en matière d'héritage est rédigée, le 4 mai 2016, par le député Mehdi Ben Gharbia. Toutefois, celle-ci reste lettre morte après son rejet par plusieurs partis politiques tels qu'Ennahdha ou Machrouu Tounes.
La question de l'introduction de l'égalité successorale est relancée, le 13 août 2017, à la suite d'un débat ouvert par le président de la République Béji Caïd Essebsi à l'occasion de la fête de la femme et de la famille et de l'anniversaire de la promulgation du Code du statut personnel. « Nous allons vers l'égalité […] dans tous les domaines. Et toute la question réside dans l'héritage », a-t-il déclaré dans le même jour, évoquant la Constitution de 2014 qui stipule que « les citoyens et les citoyennes sont égaux en droits et en devoirs ». Le président déclare par la même occasion avoir confié l'étude de cette question à la Commission des libertés individuelles et de l'égalité, mise sur pied par la présidence pour réformer les lois, directives et autres textes entravant ces libertés.
Cette marche pour l'égalité dans l'héritage est une première en Tunisie. Elle a lieu à Tunis le 10 mars 2018, où près de 3 000 personnes, femmes et hommes, défilent de Bab Saadoun vers le siège de l'Assemblée des représentants du peuple situé au Bardo dans une ambiance festive, avec l'organisation d'un concert de musique, le tout sous haute sécurité,,.